# Thagria elongata
Thagria elongata är en insektsart som beskrevs av Nielson 1977. Thagria elongata ingår i släktet Thagria och familjen dvärgstritar. Inga underarter finns listade i Catalogue of Life.